# El hombre más grande de todos los tiempos
El hombre más grande de todos los tiempos es un libro publicado en 1991 por Watch Tower Bible and Tract Society of Pennsylvania. Es distribuido de forma gratuita a los miembros de la organización, los testigos de Jehová, para su uso en actividades religiosas.
El libro describe los distintos sucesos de la vida terrestre de Jesús de Nazaret que se mencionan en los cuatro evangelios canónicos, incluyendo sus discursos, ilustraciones y milagros. Contiene láminas a color en casi todas sus páginas.